# Лиловый цвет в творчестве Льва Толстого

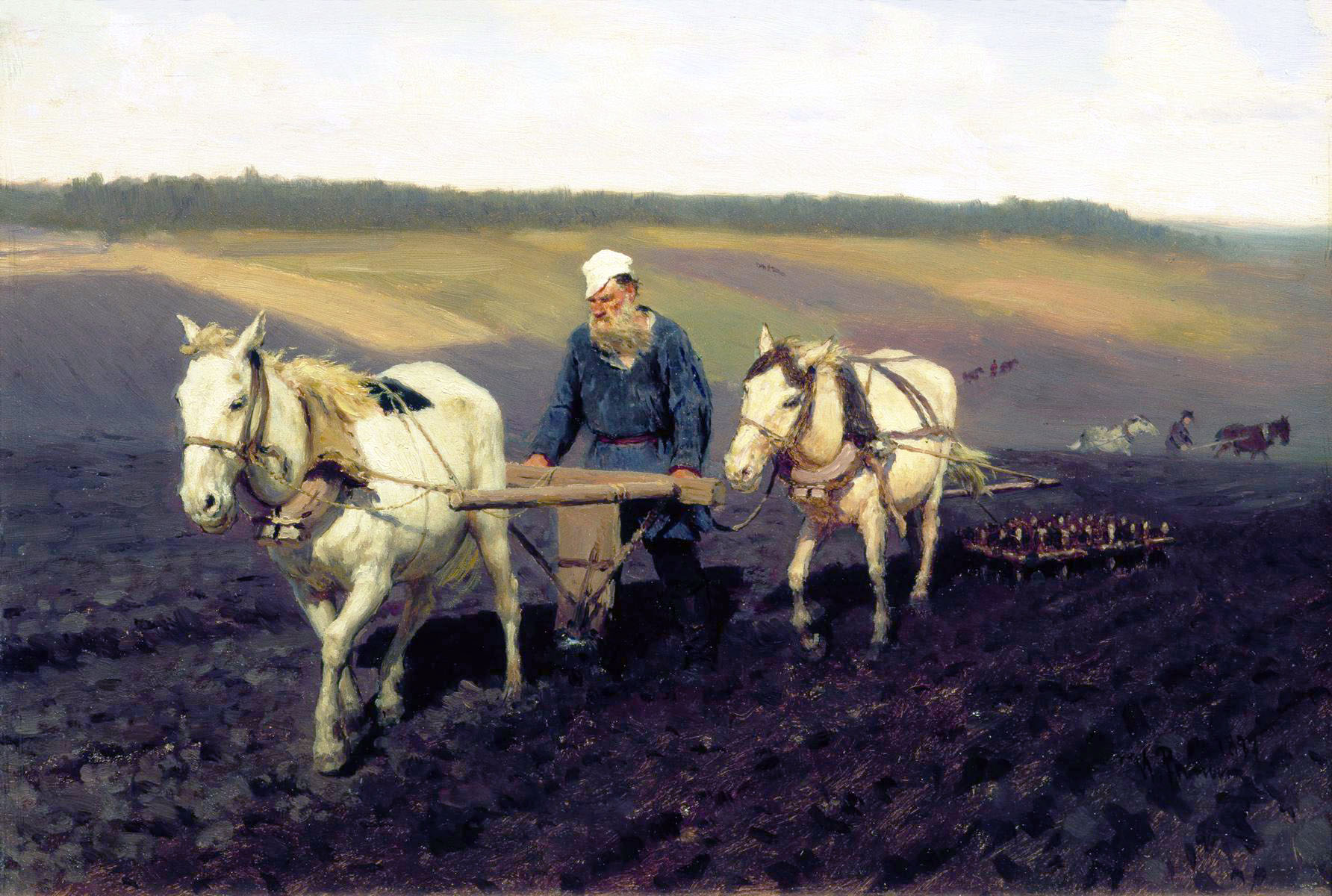
Илья Репин. «Толстой на пашне», 1887

Лиловый цвет в творчестве Льва Толстого — один из аспектов цветовой эпитетологии текстов русского писателя Льва Толстого. Тема частого использования в его произведениях оттенков лилового цвета неоднократно рассматривалась в литературе. На эту особенность обратил внимание в 1882 году писатель и критик Иероним Ясинский в статье «Гр. Л. Н. Толстой» при рассмотрении первого рассказа Толстого — «Набег» (1853). Советский литературовед Николай Апостолов (Арденс) опубликовал в 1927 году заметку «Лиловый цвет в творчестве Толстого». В ней он подчеркнул значение выразительных цветовых описаний у классика, связанных с оттенками лилового, следующим образом: «Чрезвычайно любопытным примером эпитета, преследовавшего Толстого в течение всей его жизни, был „лиловый“. Этот навязчивый цвет пленяюще действовал на него, и почти в каждом своём произведении Толстой окрашивал им самые разнообразные предметы, начиная от людей и кончая полевыми цветами». В подтверждение этой точки зрения Апостолов привёл ряд цитат из произведений Толстого («Детство», «Юность», «Война и мир», «Анна Каренина»). В следующем году Виктор Шкловский затронул эту тему в своей книге «Матерьял и стиль в романе Льва Толстого „Война и мир“». Он пришёл к тому же выводу, что и Апостолов: в стилистике Толстого лиловый цвет является условно-художественным средством.
В 1929 году русский литературовед Пётр Бицилли в своей рецензии на сборник «Толстой и о Толстом. Новые материалы», где появилась заметка Апостолова, изложил её краткое содержание. Он также выступил за дальнейшее исследование литературных цветовых вкусов: «красочность видения иногда бывает очень характерна для писателя ( Бунин! )». В романе «Дар» Владимира Набокова (1937—1938) рассуждение о лиловом у Толстого появляется в воображаемом диалоге Фёдора Годунова-Чердынцева и Кончеева о колористическом мастерстве Николая Лескова: «Отмечаю, что у него латинское чувство синевы: lividus [синеватый, синевато-серый, свинцовый]. Лев Толстой, тот был больше насчет лилового, — и какое блаженство пройтись с грачами по пашне босиком!..». Относительно отсылки к пашне с грачами, видимо, имеется в виду не только хрестоматийный образ Толстого, идущего за плугом, но и стихотворение Бунина «Пахарь» (1903—1906). В нём представлен написанный под влиянием стилистики Толстого стих: «В лилово-синем море чернозёма». Во второй половине 1930-х годов, размышляя об особом чувстве восприятия цвета у Бунина, Набоков заметил: «Толстой был первый писатель, увидевший в природе лиловый цвет (о котором, скажем, Пушкин так ни разу и не упоминает: известно, что синий и лиловый оттенки воспринимаются по мере возмужания литературы, — римские поэты, например, синевы не видели): лиловые облака, лиловый чернозём. Эту же лиловизну Бунин увидел ещё острее: как крайнюю степень густоты в синеве неба и моря; эта лиловость есть „purple“ английской поэзии (фиолетовый оттенок!), который отнюдь не следует смешивать с русским пурпуром (багряно-красный оттенок)». Позднее Набоков утверждал, что первым из русских классиков «увидел» лиловый цвет, а также и жёлтый, Николай Гоголь. Затем колористические эксперименты с этими цветами стали применять Михаил Лермонтов и Толстой. По мнению филолога Ирины Паперно («Как сделан „Дар“ Набокова»), возможно, Набоков ввёл в роман рассуждение о лиловом после ознакомления с работой Шкловского. Предполагается также, что писатель в той или иной мере был знаком с размышлениями Апостолова и Бицилли. По подсчёту американского журналиста Бена Блатта (Ben Blatt), слово «лиловый» является «любимым» у Набокова. Блатт отбросил имена собственные, установил, что оно появляется во всех английских романах писателя и нашёл, что оно встречается в 44 раза чаще, чем в Историческом корпусе американского английского языка. Лиловый цвет называли любимым и у Толстого. В этой связи также подчёркивалось, что его любимый цветок — гелиотроп.